# 大泉天文台
大泉天文台（obs code：411），是位於日本群馬縣大泉町的一座私人天文台。業餘天文家小林隆男在此天文台發現達2000多個小行星。